# Solo (gioco)
Solo è un gioco di carte non collezionabili.

## Le carte
Solo è una moderna versione grafica dell'antico gioco Dernier (che si gioca con le comuni carte francesi da scala 40), da cui è stato ispirato anche il gioco di carte UNO della Mattel. Il mazzo è composto dallo stesso tipo di carte più qualcuna originale del gioco: vi è una serie di carte con numeri da 1 a 9 di quattro colori diversi (blu, giallo, rosso, verde), delle carte speciali (es: "pesca 2", "salta il turno", "scambio carte" o "cambia giro") ed altre tre carte che non hanno colore ovvero che si possono giocare su qualsiasi colore ("più quattro carte", "cambia colore", "giro carte"). Le carte che Solo aggiunge sono quelle "scambio carte" che permettono di scambiare le carte con quelle di un avversario, e "giro carte" che fa slittare tutti i set di carte da un giocatore ad un altro.

## Le regole
Le regole base sono:
1. Si distribuiscono 8 carte a ciascun giocatore;
2. Per primo incomincia chi è alla sinistra del mazziere, cioè chi dà le carte, e continuando in senso orario;
3. Si possono scartare le carte aventi lo stesso numero o lo stesso colore della carta scartata da colui che ha giocato nel turno immediatamente precedente; nel caso non si disponga di una carta aventi le suddette caratteristiche, è possibile giocare le carte senza colore, ossia "cambia colore", che permette di cambiare il colore della carta che comanda il gioco, "più quattro carte", che obbliga il giocatore successivo a pescare dal mazzo quattro carte e scegliere un nuovo colore e "giro del mazzo", che farà roteare i mazzi di tutti i giocatori nel senso del giro di mano; qualora non si disponesse nemmeno di queste carte il giocatore dovrà pescare una carta dal mazzo e verificare se può immediatamente scartarla, in caso contrario sarà costretto a conservarla per il prossimo turno;
4. Se durante il gioco viene scartata una carta ed uno dei giocatori ne possiede una identica (stesso numero e colore), codesto giocatore può scartarla anche se non è il suo turno; successivamente il gioco può continuare normalmente;
5. Si può cambiare l'ordine di gioco solo con una carta "cambio giro", che inverte l'ordine di gioco: ovvero se il giro è antiorario, diventa orario a partire dal giocatore che l'ha scartata, e viceversa;
6. Vince il giocatore che resta per primo senza carte, ma non è così semplice. Infatti, se al momento in cui si sta per scartare la penultima carta si omette di dire "SOLO" si è costretti a pescare due carte dal mazzo, e continuare a giocare.
7. La carta "pesca 2" può essere cumulativa, ovvero, se un giocatore la scarta, e il giocatore successivo ne possiede anch'esso una, la potrà scartare e costringere il suo avversario a pescare quattro carte, se quest'ultimo non possiede una carta pesca due carte; questa regola vale anche per la cumulazione della carta senza colore "più quattro carte", che può essere scartata anche successivamente alla carta "pesca 2". Aumentando così il numero di carte che l'avversario successivo dovrà pescare;
8. Un'altra carta abbastanza potente, è la carta "protezione" - indicata con un fulmine il cui colore è variabile - che la si può utilizzare contro le carte senza colore (come "pesca 4 carte") o la carta "pesca 2 carte" ecc... così che il valore di quelle carte venga annullato nei confronti del giocatore che possiede la suddetta carta "protezione". Quando questa carta viene giocata, colui che scarta invece il "pesca 4" non subirà alcuna penalità (ovvero non sarà lui a pescare le 4 carte, ma il gioco proseguirà tranquillamente). Nel caso in cui venga scartata la carta del "giro del mazzo", NON si perde la possibilità di giocare la carta protezione quando se ne aveva voglia, dunque per quel giocatore non viene cambiato il mazzo.
9. Altra carta introdotta, è quella rappresentata da un fiocco regalo, che la si può giocare quando si vuole, e che consiste nel regalare 2 delle proprie carte a un giocatore scelto a caso, e se si è furbi si scelgono quelle che valgono più punti e/o che meno servono alla persona che possiede questa carta regalo.

## Calcolo del punteggio
- Carte da 1 a 9: il loro valore
- Cambia giro: 10 punti
- Salta il turno: 20 punti
- Prendi due carte: 30 punti
- Regalo 2 carte: 30 punti
- Cambio di carte con un altro giocatore: 30 punti
- Cambio di carte nel senso di gioco: 40 punti
- Protezione: 40 punti
- Scelta del colore: 40 punti
- Prendi quattro carte più Scelta del colore: 50 punti

Quando un giocatore raggiunge 300 punti, ha perso.